# Hyles grisescens
Hyles grisescens är en fjärilsart som beskrevs av Bandermann. 1932. Hyles grisescens ingår i släktet Hyles och familjen svärmare. Inga underarter finns listade i Catalogue of Life.